# Bakermat
 (octobre 2020).
Bakermat, nom de scène de Lodewijk Fluttert, né le 8 octobre 1991 à Markelo, est un disc jockey et musicien néerlandais. Ses compositions sont principalement orientées vers la house music et la tech house et ses sons sont produits avec des influences de jazz et de soul. Bakermat utilise de manière récurrente le saxophone dans ses morceaux.

## Biographie

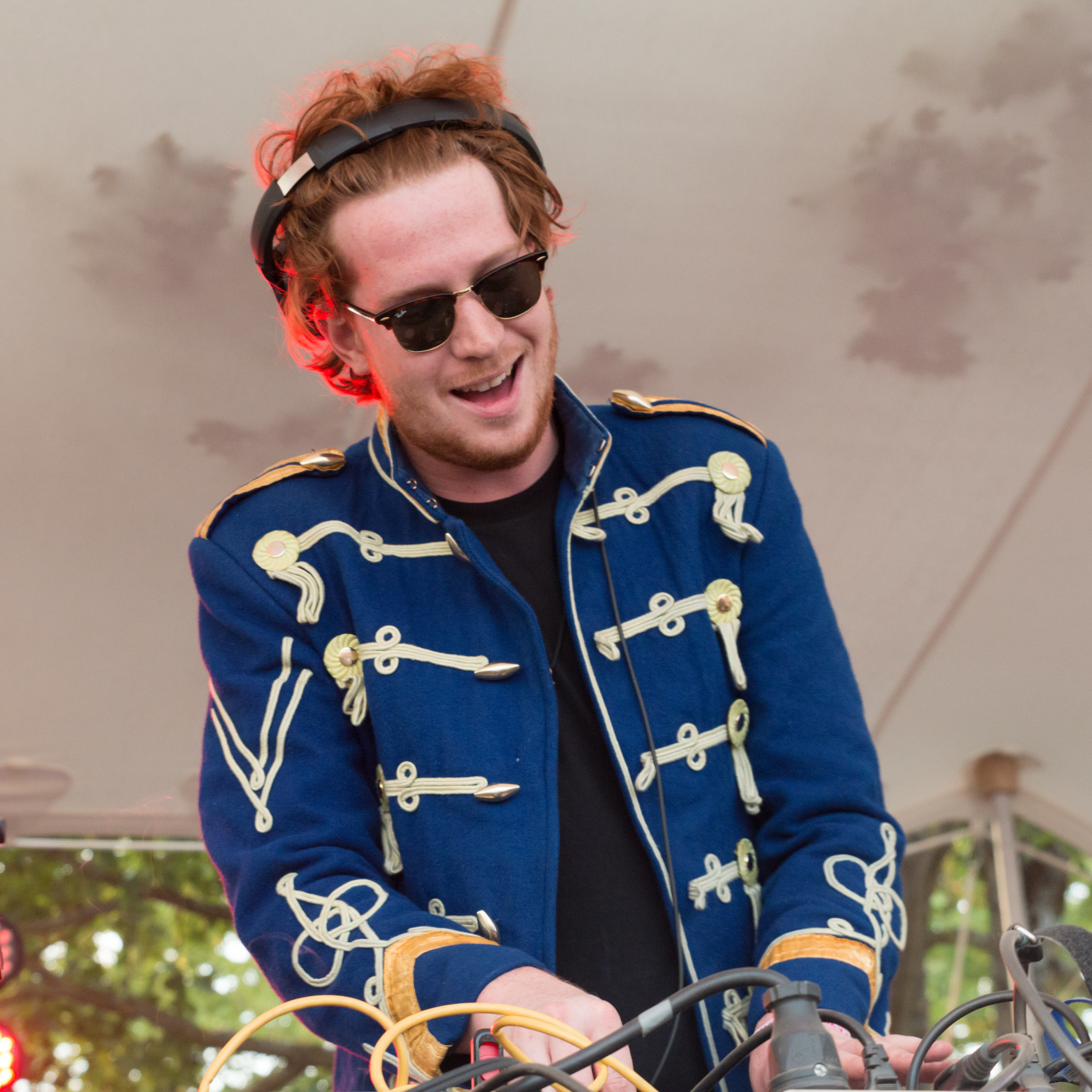
Bakermat. Sea You Festival, 2015.

Il fait ses débuts en matière musicale alors qu'il est étudiant en psychologie à l'université d'Utrecht. Il mixe alors au cours de soirées étudiantes et commence à produire ses propres sons. Alors qu'il partage sur les réseaux sociaux ses productions et inconnu du grand public, sa chanson Vandaag contenant un sample du discours de Martin Luther King I have a dream atteint les premières places de nombreux charts à travers le monde, y compris en France, où il arrive no 1 lors de sa 41e semaine d'exploitation. Il se consacre depuis à sa carrière de platiniste, en préparant notamment le Another Man Tour aux États-Unis. 

## Discographie

### Albums
2025 : Grace Note

### Singles
| Année                                                                            | Titre                                                    | Positions | Positions | Positions | Positions | Positions | Positions | Positions | Positions | Positions | Certifications                                                                   | Album                         |
| Année                                                                            | Titre                                                    | P-B       | ALL       | AUT       | BEL (FL)  | BEL (WAL) | DAN       | FRA       | R-U       | SUI       | Certifications                                                                   | Album                         |
| -------------------------------------------------------------------------------- | -------------------------------------------------------- | --------- | --------- | --------- | --------- | --------- | --------- | --------- | --------- | --------- | -------------------------------------------------------------------------------- | ----------------------------- |
| 2012                                                                             | Zomer                                                    | 21        | —         | —         | 30        | —         | —         | 60        | —         | —         |                                                                                  |                               |
| 2012                                                                             | Vandaag / One Day                                        | 2         | 4         | 2         | 2         | 2         | 31        | 1         | 15        | 22        | - Belgique (BEA) : Platine - Allemagne (BVMI) : Platine - Suisse (IFPI SWI) : Or |                               |
| 2013                                                                             | Strandfeest                                              | —         | —         | —         | —         | —         | —         | —         | —         | —         |                                                                                  |                               |
| 2013                                                                             | Uitzicht                                                 | 51        | —         | —         | —         | —         | —         | 86        | —         | —         |                                                                                  |                               |
| 2014                                                                             | Teach Me                                                 | 53        | 42        | 45        | 25        | 49        | —         | 167       | 22        | 66        |                                                                                  |                               |
| 2016                                                                             | Games (featuring Marie Plassard)                         | —         | —         | —         | —         | —         | —         | —         | —         | —         |                                                                                  | Games EP                      |
| 2016                                                                             | Games Continued (avec Goldfish featuring Marie Plassard) | —         | —         | —         | —         | —         | —         | —         | —         | —         |                                                                                  | Games EP                      |
| 2016                                                                             | Ballade / Gone                                           | —         | —         | —         | —         | —         | —         | —         | —         | —         |                                                                                  |                               |
| 2016                                                                             | Living (featuring Alex Clare)                            | —         | —         | —         | —         | —         | —         | 72        | —         | —         | - France (SNEP) : Or                                                             |                               |
| 2016                                                                             | Dreamreacher (featuring Chevrae & Dumang)                | —         | —         | —         | —         | —         | —         | —         | —         | —         |                                                                                  |                               |
| 2017                                                                             | Baby                                                     | —         | —         | —         | —         | —         | —         | 61        | —         | 99        |                                                                                  |                               |
| 2017                                                                             | Don't Want You Back (featuring Kiesza)                   | —         | —         | —         | —         | —         | —         | —         | —         | —         |                                                                                  |                               |
| 2018                                                                             | Do Your Thing / Lion (featuring Randa Khamis)            | —         | —         | —         | —         | —         | —         | —         | —         | —         |                                                                                  |                               |
| 2018                                                                             | Partystarter                                             | —         | —         | —         | —         | —         | —         | —         | —         | —         |                                                                                  | The Ringmaster                |
| 2019                                                                             | Trouble (featuring Albert Gold)                          | —         | —         | —         | —         | —         | —         | —         | —         | —         |                                                                                  | The Ringmaster                |
| 2019                                                                             | Learn to Lose (featuring Alex Clare)                     | —         | —         | —         | —         | —         | —         | —         | —         | —         |                                                                                  | The Ringmaster                |
| 2019                                                                             | Baianá                                                   | —         | —         | —         | —         | 48        | —         | 19        | —         | —         | - Belgique (BEA) : Platine - France (SNEP) : Diamant                             | The Ringmaster                |
| 2020                                                                             | Under the Sun (avec Kidda)                               | —         | —         | —         | —         | —         | —         | —         | —         | —         |                                                                                  | The Ringmaster                |
| 2020                                                                             | Bad Dreams (featuring 7Chariot)                          | —         | —         | —         | —         | —         | —         | —         | —         | —         |                                                                                  | The Ringmaster                |
| 2021                                                                             | Walk That Walk (avec Nic Hanson)                         | —         | —         | —         | —         | —         | —         | —         | —         | —         |                                                                                  | The Spirit                    |
| 2021                                                                             | Ain't Nobody (featuring LaShun Pace)                     | —         | —         | —         | —         | —         | —         | —         | —         | —         |                                                                                  | The Spirit                    |
| 2022                                                                             | Bye Bye (featuring Lex Empress)                          | —         | —         | —         | —         | —         | —         | —         | —         | —         |                                                                                  | The Spirit                    |
| 2022                                                                             | Temptation (featuring Elise LeGrow)                      | —         | —         | —         | —         | —         | —         | —         | —         | —         |                                                                                  |                               |
| 2022                                                                             | Madan (King)                                             | —         | —         | —         | —         | —         | —         | —         | —         | —         |                                                                                  |                               |
| 2022                                                                             | Joy (avec Ann Nesby)                                     | —         | —         | —         | —         | —         | —         | —         | —         | —         |                                                                                  | Joy / Work It Out             |
| 2023                                                                             | Good Feeling (featuring Rhys Lewis)                      | —         | —         | —         | —         | —         | —         | —         | —         | —         |                                                                                  | From A Bakermat Point Of View |
| 2023                                                                             | Can't Bring Me Down (feat. Nicole Bus)                   | —         | —         | —         | —         | —         | —         | —         | —         | —         |                                                                                  | From A Bakermat Point Of View |
| 2023                                                                             | Higher (Escalators) (avec Nic Hanson)                    | —         | —         | —         | —         | —         | —         | —         | —         | —         |                                                                                  | From A Bakermat Point Of View |
| 2024                                                                             | Low Again                                                | —         | —         | —         | —         | —         | —         | —         | —         | —         |                                                                                  |                               |
| « — » signifie que le single n'est pas sorti ou ne s'est pas classé dans le pays |                                                          |           |           |           |           |           |           |           |           |           |                                                                                  |                               |

Alors qu'il choisissait des noms en langue néerlandaise pour ses premiers sons car n'étant à l'origine que destinés au public des Pays-Bas, il titre depuis 2014 ses créations en anglais afin de mieux se faire connaître à l'étranger, tout comme ses compatriotes Hardwell, Tiësto, Martin Garrix ou Afrojack, bien que n'ayant pas le même style musical. Son succès Vandaag fut également commercialisé sous le titre de One Day dans certains pays.

### Remixes
- 2013 : Claptone featuring Jaw - No Eyes (Bakermat Remix)
- 2013 : Goldfish - One Million Views (Bakermat Remix)
- 2013 : Robin Schulz - Same (Bakermat Remix)
- 2014 : Spada featuring Hosie Neal - Feels Like Home (Red Velvet Dress) (Bakermat Remix)
- 2014 : Fedde Le Grand & Di-Rect - Where We Belong (Bakermat Remix)
- 2014 : Alle Farben featuring Graham Candy - She Moves (Far Away) (Bakermat Remix)
- 2014 : Labrinth - Jealous (Bakermat Remix)
- 2015 : Foxes - Body Talk (Bakermat Remix)
- 2015 : Hurts - Lights (Bakermat Remix)
- 2016 : Melody Gardot - Same To You (Bakermat Remix)
- 2018 : George Ezra - Paradise (Bakermat Remix)
- 2020 : Alle Farben featuring Alexander Tidebrink - Follow You (Bakermat Remix)
- 2020 : Caravan Palace - Moonshine (Bakermat Remix)
- 2021 : Kronan & Nyaruach - Gatluak (Bakermat Remix)
- 2023 : Portugal. The Man featuring Unknow Mortal Orchestra - Summer of Luv (Bakermat Remix)